# Prêmio Calixa Lavallée
O prêmio Calixa Lavallée é um prémio do Quebec criado em 1959 e entregue pela Sociedade Saint-Jean-Baptiste a uma personalidade do Quebec que se destaque no domínio da música. O prémio foi assim chamado em honra de Calixa Lavallée.
O prémio é entregue conforme a ocasião. Por exemplo: em 1959 foram dois os vencedores, e em 1994 e 1995 não houve nenhum.

## Laureados
- 1959 : Léopold Simoneau
- 1959 : Pierrette Alarie
- 1960 : Jacques Beaudry
- 1961 : Françoise Aubut-Pratte
- 1962 : Jean Papineau-Couture
- 1963 : Gilles Lefebvre
- 1964 : Victor Bouchard e Renée Morisset
- 1965 : Louis Quilico
- 1966 : Gilles Vigneault
- 1967 : Joseph Rouleau
- 1968 : Gilles Tremblay
- 1969 : Roger Matton
- 1970 : Clermont Pépin
- 1971 : Colette Boky
- 1972 : Claire Gagnier
- 1973 : Gaston Germain
- 1974 : Pauline Julien
- 1975 : Félix Leclerc
- 1976 : Jean Carignan
- 1977 : Lionel Daunais
- 1979 : Monique Leyrac
- 1980 : Serge Garant
- 1981 : Kenneth Gilbert
- 1982 : Marie-Thérèse Paquin
- 1983 : Gilles Potvin
- 1985 : Maryvonne Kendergi
- 1987 : Yvonne Hubert
- 1988 : Jean Cousineau
- 1989 : Bernard Lagacé
- 1990 : Otto Joachim
- 1991 : Louise André
- 1993 : Père Fernand Lindsay
- 1996 : Angèle Dubeau
- 2002 : Charlie Biddle